# Стивенс, Лори
Лори Стивенс (англ. Laurie Stephens, родилась 5 марта 1984 года в Уэнеме) — американская паралимпийская горнолыжница.

## Биография
Диагноз при рождении — расщепление позвоночника. Занялась лыжным спортом в возрасте 12 лет в составе группы спортсменов в Лун-Маунтин, Нью-Гэмпшир. С 15 лет была в группе команды Новой Англии по лыжным гонкам под руководством Криса Девлина-Янга. Выступает в классе LW12-1. С 2004 года стала выступать в Кубке мира в гигантском слаломе и других дисциплинах.
Изучала терапевтическую реабилитацию в университете Нью-Гэмпшира, окончив его в 2007 году. В составе сборной США является обладательницей семи медалей зимних Паралимпийских игр: двух золотых (Турин-2006), двух серебряных (Турин-2006 и Ванкувер-2010) и трёх бронзовых (две Сочи-2014 и одна Пхенчхан-2018). Чемпионка мира 2013 года в скоростном спуске.
В 2006 году Лори Стивенс была признана Олимпийским комитетом США лучшей паралимпийской спортсменкой США, а также номинирована на премию ESPY как лучшая спортсменка-паралимпийка. Дважды рекордсменка США по паралимпийскому плаванию: 100 м и 200 м на спине.
Родители: Джон и Донна Стивенс, есть брат Скотт. Увлекается чтением и вязанием.